# Famille Molson
Cette page explique l’histoire ou répertorie les différents membres de la famille Molson.
Pour les articles homonymes, voir Molson (homonymie).
La famille Molson est une célèbre famille montréalaise d'origine britannique dont l'ancêtre est John Molson.

## Histoire
Originaire du Lincolnshire, en Angleterre, John Molson immigre dans la province britannique de Québec en 1782.
Lui et ses enfants sont à l'origine de la plus grande brasserie canadienne, Molson, ainsi que du financement du premier bateau à vapeur et du premier chemin de fer canadien.
Ses fils ont établi la Banque Molson et ont financé la construction d'une église protestante à Montréal. 
Le mausolée de la famille Molson, œuvre de George Browne, architecte originaire de Belfast, en Irlande, figure parmi les monuments funéraires prestigieux du cimetière Mont-Royal. 
La Fondation Molson finance des projets philanthropiques.

## Membres
Hugh Elsdale Molson
- John Molson (1763-1836)
  - John Molson (1787-1860)

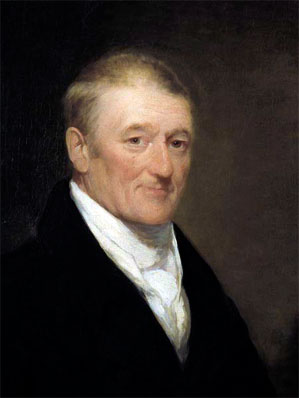
John Molson, l'ancêtre commun des membres de la famille.

    - Samuel Elsdale Molson (1822-1893)
      - John Elsdale Molson (1863-1925)
        - Hugh Elsdale Molson (1903-1991), Baron Molson

  - Thomas Molson (1791-1863)
    - John Henry Robinson Molson (1826-1897)
    - William Markland Molson (1833–1913)
      - Harry Markland Molson (1856-1912)

    - John Thomas Molson (1837-1910)
      - Percival Molson (1880-1917)
      - Herbert Molson (1875-1938)
        - Thomas Henry Pentland Molson (1901- 1978)
          - Eric Molson (1937-)
            - Andrew Molson (1967-)
            - Justin Molson (1969- )
            - Geoff Molson (1971-)

        - Hartland Molson (1907-2002)

  - William Molson (1793-1875)

David Molson (1928-2017)